# 埃尔米特多项式
在数学中，埃尔米特多项式（Hermite polynomials）是一种经典的正交多项式族，得名于法国数学家夏尔·埃尔米特。概率论裡的埃奇沃斯级数的表达式中就要用到埃尔米特多项式。在组合数学中，埃尔米特多项式是阿佩尔方程的解。物理学中，埃尔米特多项式给出了量子谐振子的本征态。

## 定义
埃尔米特多项式有两种常见定义。
第一种是概率论中较为常用的形式（记作：{\displaystyle H_{n}^{\mathrm {prob} }(x)}）：
{\displaystyle H_{n}^{\mathrm {prob} }(x)=(-1)^{n}e^{x^{2}/2}{\frac {d^{n}}{dx^{n}}}e^{-x^{2}/2}\,\!}
另一种是物理学中较为常用的形式（记作：{\displaystyle H_{n}^{\mathrm {phys} }(x)}）：
{\displaystyle H_{n}^{\mathrm {phys} }(x)=(-1)^{n}e^{x^{2}}{\frac {d^{n}}{dx^{n}}}e^{-x^{2}}\,\!}

前六个（概率论中的）埃尔米特多项式的图像。

物理学舍弃了常系数0.5，两定义之间的关系是：
{\displaystyle H_{n}^{\mathrm {phys} }(x)=2^{n/2}H_{n}^{\mathrm {prob} }({\sqrt {2}}\,x).\,\!}
概率论中常用第一种定义，因为{\displaystyle {\frac {e^{-x^{2}/2}}{\sqrt {2\pi }}}}是标准正态分布函数（数学期望等于0，标准差等于1）的概率密度函数。

前六个（物理学中的）埃尔米特多项式的图像。

| 序号                     | 概率学                              | 物理学                                  |
| ------------------------ | ----------------------------------- | --------------------------------------- |
| {\displaystyle H_{0}(x)} | {\displaystyle 1\,}                 | {\displaystyle 1\,}                     |
| {\displaystyle H_{1}(x)} | {\displaystyle x\,}                 | {\displaystyle 2x\,}                    |
| {\displaystyle H_{2}(x)} | {\displaystyle x^{2}-1\,}           | {\displaystyle 4x^{2}-2\,}              |
| {\displaystyle H_{3}(x)} | {\displaystyle x^{3}-3x\,}          | {\displaystyle 8x^{3}-12x\,}            |
| {\displaystyle H_{4}(x)} | {\displaystyle x^{4}-6x^{2}+3\,}    | {\displaystyle 16x^{4}-48x^{2}+12\,}    |
| {\displaystyle H_{5}(x)} | {\displaystyle x^{5}-10x^{3}+15x\,} | {\displaystyle 32x^{5}-160x^{3}+120x\,} |

## 性质
多项式Hn 是一个n次的多项式。概率论的埃尔米特多项式是首一多项式（最高次项系数等于1），而物理学的埃尔米特多项式的最高次项系数等于2n。

### 正交性
多项式Hn 的次数与序号n 相同，所以不同的埃尔米特多项式的次数不一样。对于给定的权函数 w，埃尔米特多项式的序列将会是正交序列。
{\displaystyle w(x)=\mathrm {e} ^{-x^{2}/2}\,\!}   （概率论）
{\displaystyle w(x)=\mathrm {e} ^{-x^{2}}\,\!}   （物理学）
也就是说，当m ≠ n 时：
{\displaystyle \int _{-\infty }^{\infty }H_{m}(x)H_{n}(x)\,w(x)\,\mathrm {d} x=0}
除此之外，还有：
{\displaystyle \int _{-\infty }^{\infty }H_{m}^{\mathrm {prob} }(x)H_{n}^{\mathrm {prob} }(x)\,\mathrm {e} ^{-x^{2}/2}\,\mathrm {d} x=n!\,{\sqrt {2\pi }}\delta _{mn}}   （概率论）
{\displaystyle \int _{-\infty }^{\infty }H_{m}^{\mathrm {phys} }(x)H_{n}^{\mathrm {phys} }(x)\,\mathrm {e} ^{-x^{2}}\,\mathrm {d} x=n!\,2^{n}{\sqrt {\pi }}\delta _{mn}}   （物理学）
其中{\displaystyle \delta _{mn}}是克罗内克函数。
从上式可以看到，概率论中的埃尔米特多项式与标准正态分布正交。

### 完备性
在所有满足
{\displaystyle \int _{-\infty }^{\infty }\left|f(x)\right|^{2}\,w(x)\,\mathrm {d} x<\infty }
的函数所构成的完备空间中，埃尔米特多项式序列构成一组基。其中的内积定义如下：
{\displaystyle \langle f,g\rangle =\int _{-\infty }^{\infty }f(x){\overline {g(x)}}\,w(x)\,\mathrm {d} x}

### 埃尔米特微分方程
概率论中的埃尔米特多项式是以下微分方程的解:
{\displaystyle (e^{-x^{2}/2}u')'+\lambda e^{-x^{2}/2}u=0}
方程的边界条件为：{\displaystyle u}应在无穷远处有界。
其中{\displaystyle \lambda }是这个方程的本征值，是一个常数。要满足上述边界条件，应取{\displaystyle \lambda }∈{\displaystyle \mathbb {N} }。对于一个特定的本征值{\displaystyle \lambda }，对应着一个特定的本征函数解，即{\displaystyle H_{\lambda }^{prob}(x)}。
而物理学中的埃尔米特多项式则是以下微分方程的解:
{\displaystyle u''-2xu'+2\lambda u=0}
其本征值同样为{\displaystyle \lambda }∈{\displaystyle \mathbb {N} }，对应的本征函数解为{\displaystyle H_{\lambda }^{phys}(x)}。
以上两个微分方程都称为埃尔米特方程。